# Can't Say No
"Can't Say No" é uma canção gravada pelo cantor e compositor britânico Conor Maynard. Foi lançada na Europa a 2 de Março de 2012 como o single de estreia do artista e o primeiro do seu álbum de estúdio de estreia, Contrast (2012). Foi composta pelo próprio com o auxílio de Jason Pebworth, George Astasio, Jon Shave, Sophie Stern, Jon Mills, Joe Dyer e Kurtis McKenzie, com a produção e arranjos sob o cargo do trio The Invisible Men, formado pelos três segundos compositores, e pelo grupo The Arcade. Musicalmente, é uma canção de electropop com batida pulsante caracterizada pelo uso de sintetizadores cujas letras falam sobre o interesse que o cantor tem por mulheres e como não consegue dizer "não" a elas.
"Can't Say No" foi recebida com opiniões favoráveis pela crítica especialista em música contemporânea, com Lewis Corner, do blogue britânico Digital Spy, fazendo uma comparação positiva entre o estilo musical de Maynard ao do cantor canadiano Justin Bieber. Aquando do seu lançamento, o single teve um sucesso moderado na Europa, onde atingiu o seu pico no segundo posto da tabela musical de canções do Reino Unido e no terceiro na da Escócia. Em outros lugares, alcançou o seu pico nas trinta melhores posições na Nova Zelândia, quarenta melhores na Austrália, e oitenta melhores no Canadá.
O vídeo musical de "Can't Say No" foi lançado no mês anterior ao seu lançamento como um single e foi dirigido por Rohan Blair-Mangat. As filmagens aconteceram em Londres, Inglaterra. No mesmo, o cantor aparece em uma discoteca com várias garotas se divertindo. Foram realizadas algumas interpretações ao vivo para promover a canção, inclusive na cerimónia dos MOBO Awards e Jingle Bell Ball 2012, além de outras duas para os programas de televisão MTV Push Exclusive e o MTV Brand New, este último na Itália.

## Antecedentes e lançamento

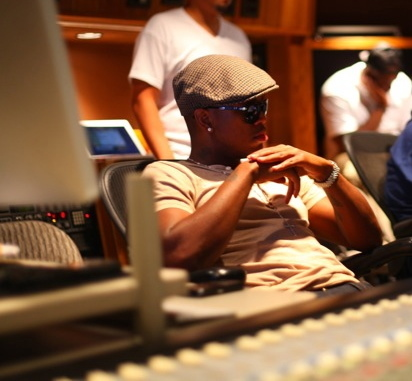
Após Maynar publicar vídeos online nos quais fazia versões cover de canções recentes, incluindo uma de Ne-Yo (imagem), que após ver o vídeo no qual Conor cantava "Beautiful Monster" (2010), entrou em contacto com ele.

Aos 19 anos de idade, Maynard começou a publicar vídeos nos quais fazia versões cover de canções de artistas como Chris Brown, Katy Perry e Drake no YouTube, enquanto ainda estava na escola secundária. As suas interpretações ficaram tão populares que o jovem artista foi anunciado a 31 de Janeiro de 2012 como o vencedor do prémio "Revelação do Ano" na cerimónia Brand New For 2012, tendo recebido cerca de 48 por cento dos 150 mil votos populares, deixando para trás nove outros artistas, incluindo Lana Del Rey e Delilah. Além disso, ele foi imediatamente contratado pela distribuidora fonográfica EMI Records. Ele chamou a atenção do cantor e compositor norte-americano Ne-Yo, que vira o vídeo no qual Conor interpretou o tema "Beautiful Monster" (2010), que é de sua autoria, tendo entrado em contacto o jovem músico logo depois. Em Fevereiro de 2012, foi anunciado que Maynard tinha assinado contrato com a editora discográfica subsidiária da EMI Records, a Parlophone Records e que os seus trabalhos artísticos iriam começar nos meses subsequentes. Ele revelou em uma entrevista que admirava a faixa "Slow Dancing in a Burning Room" do cantor John Mayer, comentando que a fez pensar realmente em compor suas próprias canções.
"Can't Say No" foi primeiramente lançada a 2 de Março de 2012 apenas na Bélgica em formato digital e físico, que é um extended play autografado que consiste de quatro remisturas da canção e ainda uma versão cover acústica da obra "Crew Love", de autoria de Drake com participação de The Weeknd. O vídeo musical da canção foi publicado no perfil do Vevo do artista no dia anterior. Filmado na zona leste de Londres, Inglaterra, sob a direcção artística de Rohan Blair-Mangat tem a duração total de três minutos e quinze segundos. Nele, Maynard pode ser visto em uma discoteca a divertir-se na companhia de várias raparigas. A 15 de Abril seguinte, ocorreu o lançamento digital e físico no Reino Unido, enquanto que nos Estados Unidos, o single foi lançado apenas nas lojas digitais do iTunes nove dias depois.
Aproveitando o lançamento da canção, no final do ano de 2012, o cantor subiu ao palco da cerimónia dos MOBO Awards e interpretou uma mistura dos temas "Can't Say No" e "Turn Around". Também foi realizada uma apresentação no concerto Jingle Bell Ball 2012. Maynard cantou a música ao vivo nos programas de televisão MTV Push Exclusive e MTV Brand New, este último transmitido pela MTV Itália no dia 20 de Março de 2013.

## Estrutura musical e recepção crítica
| Críticas profissionais | Críticas profissionais |
| Avaliações da crítica  | Avaliações da crítica  |
| Fonte                  | Avaliação              |
| ---------------------- | ---------------------- |
| BBC News               | (favorável)            |
| Digital Spy            | [ 14 ]                 |
| Rolling Stone          | (mista)                |

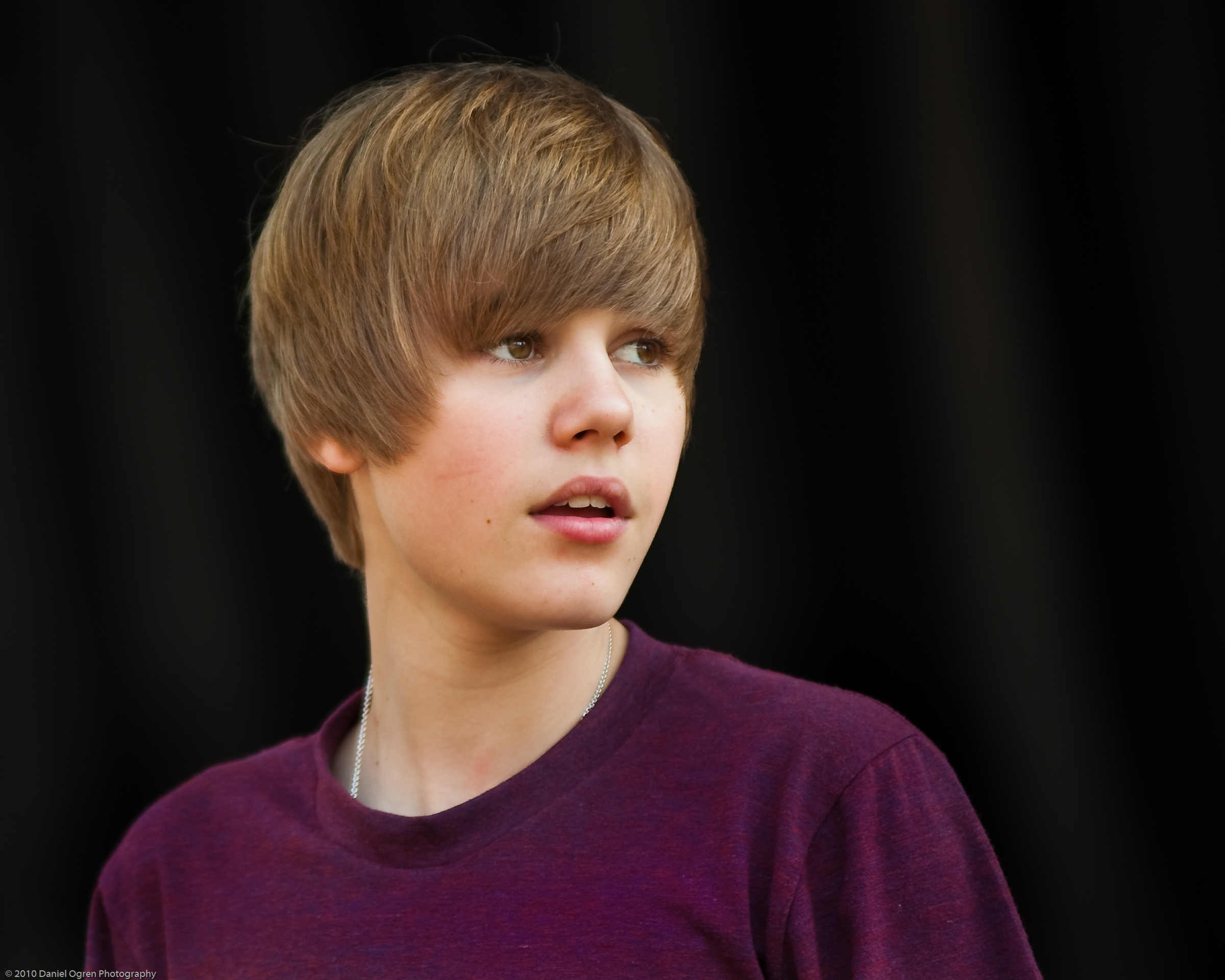
O estilo musical e letra de "Can't Say No" foram comparados aos trabalhos de estreia do cantor norte-americano Justin Bieber (imagem).

"Can't Say No" é uma canção escrita por Maynard com Jason Pebworth, George Astasio e Jon Shave, que são integrantes do grupo londrino The Invisible Men, que naquele momento eram bastante populares por terem produzido os singles "Do It Like a Dude" (2011) para Jessie J e "Hot Right Now" (2012) para o DJ Fresh, que alcançou o primeiro posto no Reino Unido. Os arranjos e composição ficaram a cargo dos mesmos com o auxílio de Sophie Stern, Jon Mills, Joe Dyer e Kurtis McKenzie, tendo a produção e arranjos ficado a cargo dos três últimos e pelo grupo The Arcade. A música faz uso de vários instrumentos musicais, notoriamente: o piano, cordas e teclado. De acordo com a partitura publicada pela Universal Music Publishing Group na página da Musicnotes, Inc., a canção é definida no compasso de tempo comum e tem um andamento que se desenvolve com 96 batidas por minuto. Além disso, é composta na nota de ré bemol maior. Na música, o intérprete canta: "Wasn't looking for trouble, but it came looking for me", Ele continua a cantar por cima de um zumbido baixo e batidas nítidas: "Some girls are naughty, some girls are sweet / One thing they got in common, they all got a hold on me"..
O crítico Lewis Corner, para o portal britânico Digital Spy, notou que as semelhanças entre Maynard e o cantor Justin Bieber são inegáveis, comentando que "Can't Say No" leva o rapaz nascido em Brighton a um caminho similar percorrido por Bieber. "Na verdade, o resultado final é o mesmo, [ele] é brincalhão, divertido e imediatamente deixa você a querer outra vez." Nick Levine, do BBC News, escreveu que tal como qualquer outro jovem de 19 anos de idade, Maynard encontra-se obcecado por "meninas, meninas, meninas" no seu single de estreia. Por outro lado, Jody Rosen, da revista musical norte-americana Rolling Stone, achou que o artista "não chega a colocar um toque pessoal nas suas canções, chamando "Animal" e "Can't Say No" de genéricas, "[...] mas mesmo assim, as músicas são boas...". Escrevendo para a revista NME, Kristian Dando comentou que a produção afiada e dolorosa do The Invisible Men para a canção é inegavelmente maravilhosa.

## Alinhamento de faixas
- Download digital[19]

1. "Can't Say No" — 3:14

- EP digital/CD single autografado de edição limitada[20]

1. "Can't Say No" — 3:14
2. "Can't Say No" (Lazy J Radio Edit) — 2:59
3. "Can't Say No" (Document One Remix) — 3:59
4. "Can't Say No" (Drums of London Remix) — 3:54
5. "Can't Say No" (acústico) — 3:03
6. "Crew Love"  — 2:40

## Desempenho nas tabelas musicais
Embora tinha sido lançada em todos os mercados musicais do planeta, inclusive a Oceânia e a América do Norte, "Can't Say No" apenas alcançou um sucesso nas tabelas musicais europeias, onde alcançou o seu pico na segunda posição da UK Singles Chart no Reino Unido e o terceiro na Escócia. Conseguiu posicionar-se também dentro das vinte melhores colocações na Irlanda e nas duas regiões da Bélgica. Por outro lado, teve um desempenho não tão favorável na Alemanha, onde atingiu o número 63. Em outros lugares, posicionou-se dentro das quarenta melhores posições na Austrália, e no número 75 no Canadá. "Can't Say No" foi o nonagésimo terceiro single mais bem-sucedido nas tabelas musicais britânicas em 2012.

### Posições
| País — Tabela musical (2012)                            | Posição de pico |
| ------------------------------------------------------- | --------------- |
| Alemanha — Media Control Charts                         | 63              |
| Austrália — ARIA Singles Chart (ARIA)                   | 38              |
| Bélgica (Flandres) — Ultratop 50                        | 35              |
| Bélgica (Valónia) — Ultratop 40                         | 17              |
| Canadá — Canadian Hot 100 (Billboard)                   | 75              |
| Escócia — Scottish Singles Chart (OCC)                  | 3               |
| Irlanda — Irish Singles Chart (IRMA)                    | 13              |
| Nova Zelândia — RIANZ Singles Chart                     | 21              |
| Reino Unido — UK Singles Chart (OCC)                    | 2               |
| Reino Unido — UK Official Streaming Chart Top 100 (OCC) | 16              |

| País — Tabela musical (2012)         | Posição |
| ------------------------------------ | ------- |
| Reino Unido — UK Singles Chart (OCC) | 93      |

| Região — Associação (Vendas) | Certificação |
| ---------------------------- | ------------ |
| Austrália — ARIA (35 000)    | Ouro         |
| Reino Unido — BPI (200 000)  | Prata        |